# Another Perfect Day
Another Perfect Day — шостий студійний альбом англійської групи Motörhead, який вийшов 4 червня 1983 року.

## Композиції
| Перша сторона | Перша сторона            | Перша сторона |
| #             | Назва                    | Тривалість    |
| ------------- | ------------------------ | ------------- |
| 1.            | «Back at the Funny Farm» | 4:14          |
| 2.            | «Shine»                  | 3:11          |
| 3.            | «Dancing on Your Grave»  | 4:29          |
| 4.            | «Rock It»                | 3:55          |
| 5.            | «One Track Mind»         | 5:55          |

| Друга сторона | Друга сторона         | Друга сторона |
| #             | Назва                 | Тривалість    |
| ------------- | --------------------- | ------------- |
| 6.            | «Another Perfect Day» | 5:29          |
| 7.            | «Marching Off to War» | 4:11          |
| 8.            | «I Got Mine»          | 5:24          |
| 9.            | «Tales of Glory»      | 2:56          |
| 10.           | «Die You Bastard!»    | 4:25          |

## Склад
- Леммі Кілмістер - вокал
- Брайн «Роббо» Робертсон - гітара
- Філ «Філті Енімал» Тейлор - ударні